# Michal Hrůza
Michal Hrůza (ur. 31 sierpnia 1971 w Turnovie) – czeski piosenkarz, gitarzysta i kompozytor.
W latach 1996–2006 był wokalistą i gitarzystą założonego przez siebie zespołu Ready Kirken, z którym wydał cztery albumy studyjne: Vlny (2001), Čekal jsem víc (2002), Krasohled (2004) i Asi se něco děje (2006). W 2006 został liderem grupy Kapela Hrůzy, z którą w 2009 wydał album pt. Napořád. Od 2007 jest także artystą solowym, wydał trzy albumy: Bílá velryba (2007) Noc (2012) Den (2014).

## Kariera
Karierę muzyczną rozpoczął w czasie nauki w liceum, grał wówczas w swoich pierwszych amatorskich grupach muzycznych oraz teatrze. Po zdaniu matury w 1986 założył punk rockowy zespół muzyczny Brambory. W 1992 został liderem swojej nowej, hardrockowej formacji – 51. Chvíle. W 1993 przeprowadził się do Pardubic, gdzie założył thrash metalowy zespół Anachronic, w którym grał przez trzy kolejne lata.
W 1996 założył zespół Ready Kirken, w którym był wokalistą i gitarzystą. W 2001 ukazał się debiutancki album studyjny grupy pt. Vlny, który promowali singlami: „Cesty” i „Je v mý hlavě”. W połowie października 2002 wydali drugi album pt. Čekal jsem víc, na której umieścili m.in. singiel „Černý brejle” oraz tytułowy singiel. W 2004 wydali trzeci album pt. Krasohled, a w 2006 – czwartą płytę pt. Asi se něco děje. Niedługo później Hrůza zakończył współpracę z zespołem. W listopadzie 2006 wydał album kompilacyjny pt. 12 nej, na którym znalazło się 12 najpopularniejszych utworów nagranych z Ready Kirken oraz dwie premierowe piosenki.
Od 2006 jest liderem Kapeli Hrůzy. Pod koniec października 2009 wydał z zespołem płytę pt. Napořád.
W 2007 wydał swoją debiutancki, solowy album pt. Bílá velryba. W 2011 ukazała się płyta kompilacyjna pt. 20 nej, na której znalazło się 20 najpopularniejszych utworów Hrůzy, zarówno solowych, jak i nagranych z zespołami Kapela Hrůzy i Ready Kirken. W połowie kwietnia 2012 wydał drugi, solowy album pt. Noc. W 2013 ukazał się jego album koncertowy pt. G2 Acoustic Stage, na którym umieścił akustyczne wersje swoich piosenek. W 2014 wydał trzeci solowy album pt. Den. W 2015 zasiadał w komisji jurorskiej wybierającej reprezentanta Czech w Konkursie Piosenki Eurowizji.

## Dyskografia
Albumy studyjne
- Wydane z Ready Kirken
  - Vlny (2001)
  - Čekal jsem víc (2002)
  - Krasohled (2004)
  - Asi se něco děje (2006)
- Wydane z Kapelą Hrůzy
  - Napořád (2009)
- Solowe
  - Bílá velryba (2007)
  - Noc (2012)
  - Den (2014)